# El Paradise
El Paradise es el noveno álbum de estudio del grupo venezolano de funk/disco Los Amigos Invisibles. Se lanzó el 24 de febrero de 2017.
El 7 de diciembre de 2017 se lanzó El Paradise (Extended), que incluye extended mixes y remixes de las canciones del álbum original.

## Lista de canciones
| El Paradise |                                                        |          |  |
| N.º         | Título                                                 | Duración |  |
| 1.          | «Llegando» (Intro)                                     | 0:24     |  |
| 2.          | «Viajero Frecuente del Amor»                           | 4:13     |  |
| 3.          | «Goldmember» (Interludio)                              | 0:58     |  |
| 4.          | «Eres Mis Ganas»                                       | 5:16     |  |
| 5.          | «Dame el Mambo»                                        | 4:29     |  |
| 6.          | «Maribel...» (Interludio)                              | 0:20     |  |
| 7.          | «Anestesiada» (con Kinky)                              | 3:45     |  |
| 8.          | «Espérame» (con Elastic Bond)                          | 4:16     |  |
| 9.          | «Salón el Volador» (Interludio)                        | 0:25     |  |
| 10.         | «Cara E' Pasmao'»                                      | 3:23     |  |
| 11.         | «Aquí Nadie Está Sano» (con Los Auténticos Decadentes) | 3:47     |  |
| 12.         | «Sabrina» (con Oscar D'León)                           | 4:23     |  |
| 13.         | «Sras. Y Sres.» (Interludio)                           | 0:10     |  |
| 14.         | «Ten Cuidao'»                                          | 3:44     |  |
| 15.         | «Si No Estás Tú»                                       | 3:18     |  |
| 16.         | «Contigo»                                              | 4:13     |  |
| 17.         | «Despedida» (Outro)                                    | 0:37     |  |

| El Paradise (Extended) |                                                           |          |  |
| N.º                    | Título                                                    | Duración |  |
| 1.                     | «Viajero Frecuente del Amor (Mr. Pauer Dub Mix)»          | 6:02     |  |
| 2.                     | «Eres Mis Ganas (Mark Di Meo & Federico d'alessio Remix)» | 7:04     |  |
| 3.                     | «Dame el Mambo [Mr. Casanova Version]» (con McKlopedia)   | 4:39     |  |
| 4.                     | «Anestesiada (Dan Solo Remix)»                            | 6:40     |  |
| 5.                     | «Espérame (Extended Mix)»                                 | 5:38     |  |
| 6.                     | «Cara E' Pasmao' (Extended Mix)»                          | 5:58     |  |
| 7.                     | «Aquí Nadie Está Sano (Chulius & The Filarmónicos Remix)» | 4:37     |  |
| 8.                     | «Sabrina (Extended Mix)»                                  | 5:32     |  |
| 9.                     | «Ten Cuidao' (Di Fruto & Jack N' Brothas Dub Re- Touch)»  | 4:56     |  |
| 10.                    | «Si No Estás Tú (Comodoro 64 Mix)»                        | 5:02     |  |
| 11.                    | «Contigo (Tv Mix Version)»                                | 4:18     |  |